# Arne Christiansen
Arne Christiansen (9. oktober 1925 på Nordby Mark, Nordby Sogn, Samsø – 8. september 2007, Hillerød) var en dansk journalist, folketingsmedlem og minister, valgt for Venstre.

## Liv og karriere
Arne Christiansen blev født den 9. oktober 1925 på Nordby Mark i Nordby Sogn på Samsø. Han var søn af gårdejer Jens Johan Christiansen (1888-1947) og hustru Augusta Jensine f. Cramer (1893-1980). Hans familie har i mange generationer boet på Samsø ved Nordby.
Christiansen var uddannet journalist ved Bogense Avis og Fyns Venstreblad og arbejdede fra 1947 som journalist på Fyns Tidende. Han blev i 1960 ansat som pressesekretær i Landbrugsraadet. Derefter blev han presseattaché i New York, tilknyttet ambassaden i Washington som ambassaderåd. I 1966 vendte han tilbage til Danmark som medlem af Landbrugsraadets direktion. 
Christiansen blev valgt til Folketinget for Venstre i Givekredsen i 1968. Han var medlem af Folketinget frem til 1984 og var handelsminister i Regeringen Anker Jørgensen III fra 30. august 1978 til 26. oktober 1979, hans officielle ministertitel var "Minister for handel, håndværk, industri og søfart". I 1975 blev han valgt som formand for Det Udenrigspolitiske Selskab, en post han havde frem til 1978 og igen fra 1980 til 1988.
I 1984 valgte Christiansen at forlade det politiske liv i Folketinget. I perioden 1984-1992 var han formand for Udenrigsministeriets komite for samhandel med statshandelslandene.
Udøver før nævnte politiske hverv sad Christiansen også i bestyrelserne for Dansk Udenrigspolitisk Institut, Danmarks Turistråd og Dansk Samvirke.
Christiansen døde den 8. september 2007 i Hillerød.

## Eksterne kilder og henvisninger
- HVEM-HVAD-HVOR 1979, Politikens Forlag, København 1978.

|  | Artiklen om politikeren Arne Christiansen kan blive bedre, hvis der indsættes et (bedre) billede. Du kan hjælpe ved at afsøge Wikimedia Commons for et passende billede eller uploade et godt billede til Wikimedia Commons iht. de tilladte licenser og indsætte det i artiklen. |